# Tomat

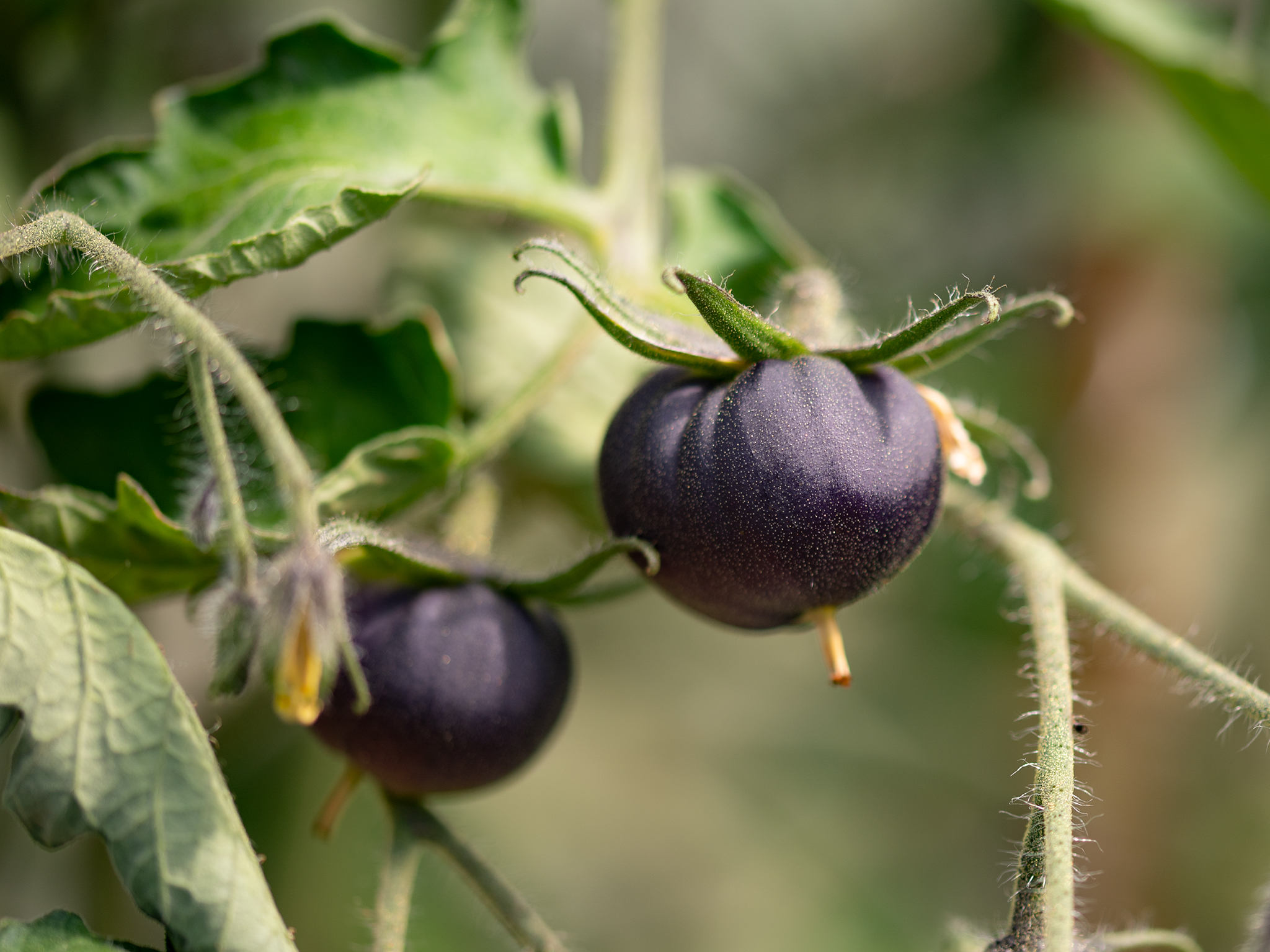

Tomat (Solanum lycopersicum) är en potatisväxt som bär ätlig frukt. Den röda frukten kategoriseras i livsmedelssammanhang som en grönsak (vilket inte är en botanisk term). Botaniskt sett kategoriseras tomatens frukter som bär. Tomater är oftast röda, men de kan även vara gröna, gula och orangea.

## Historia
Tomaten härstammar från Peru i Sydamerika och nyttjades av Inkafolket. Ordet tomat kommer av det aztekiska språket nahuatls tōmatl, och det finns belägg för att tomat har odlats i Mexiko sedan år 700 f.Kr. Till Norden kom tomaten på 1600-talet, men det var först mot slutet av 1700-talet som den blev allmänt känd.
På 1700- och 1800-talen trodde många i Europa att tomater var giftiga. Man trodde också att tomat var ett afrodisiakum och den kallades bland annat för pomme d'amour (franska för ”kärleksäpple”).

### Tomatrekord
Den tyngsta tomaten som finns beskriven vägde 5,284 kg. Den visades upp i staden Stillwater i delstaten Minnesota i USA den 8 oktober 2022.
Den största tomatplantan täckte en yta på 85,46 m2 på Tomato-no-mori på Hokkaido, Japan den 10 november 2013. Den mättes 350 dagar efter att fröet hade såtts, enligt Guinness Rekordbok 2016.

## Användning
Tomat i olika former innehåller stora mängder av en karotenoid, som finns i blodplasman, vars namn är lykopen. Det är just lykopenet som gör att tomaten är röd. Detta näringsämne återfinns bland annat i aprikoser, blodgrape, vattenmelon, skär guava, papaya, röd paprika, havtorn, gojibär, nypon, gac och just tomat. I studier har det dessutom visat sig en positiv inverkan på karotenoid-absorptionen genom värmebehandling, det vill säga att exempelvis kokt tomatsås ger en högre åtkomst av lykopen än färska tomater. Skillnaden är ganska markant: tomater råa 3025, tomater kokade 4400, tomatjuice på burk 9318 µg lykopen per 100g. Det finns även gula tomater och dessa kan ofta ätas av allergiker eftersom det är det röda färgämnet som de flesta inte tål.
Tomat är huvudingrediens då man lagar gazpacho, som är en spansk tomatsoppa med färsk basilika, selleri, vitlök och som serveras kall. Tomat används också till tomatsåsen på pizzan, i ketchup och är en av de vanligaste ingredienserna i en svensk grönsallad [källa behövs].

### Förvaring och smak
Enligt en studie med 400 personer vid Sveriges lantbruksuniversitet fick de tomater som förvarades två dygn i ett kylskåp sämre smakbetyg än de som förvarades i rumstemperatur. Den rekommenderade temperaturen vid förvaring är +14°C.

## Botanisk klassificering

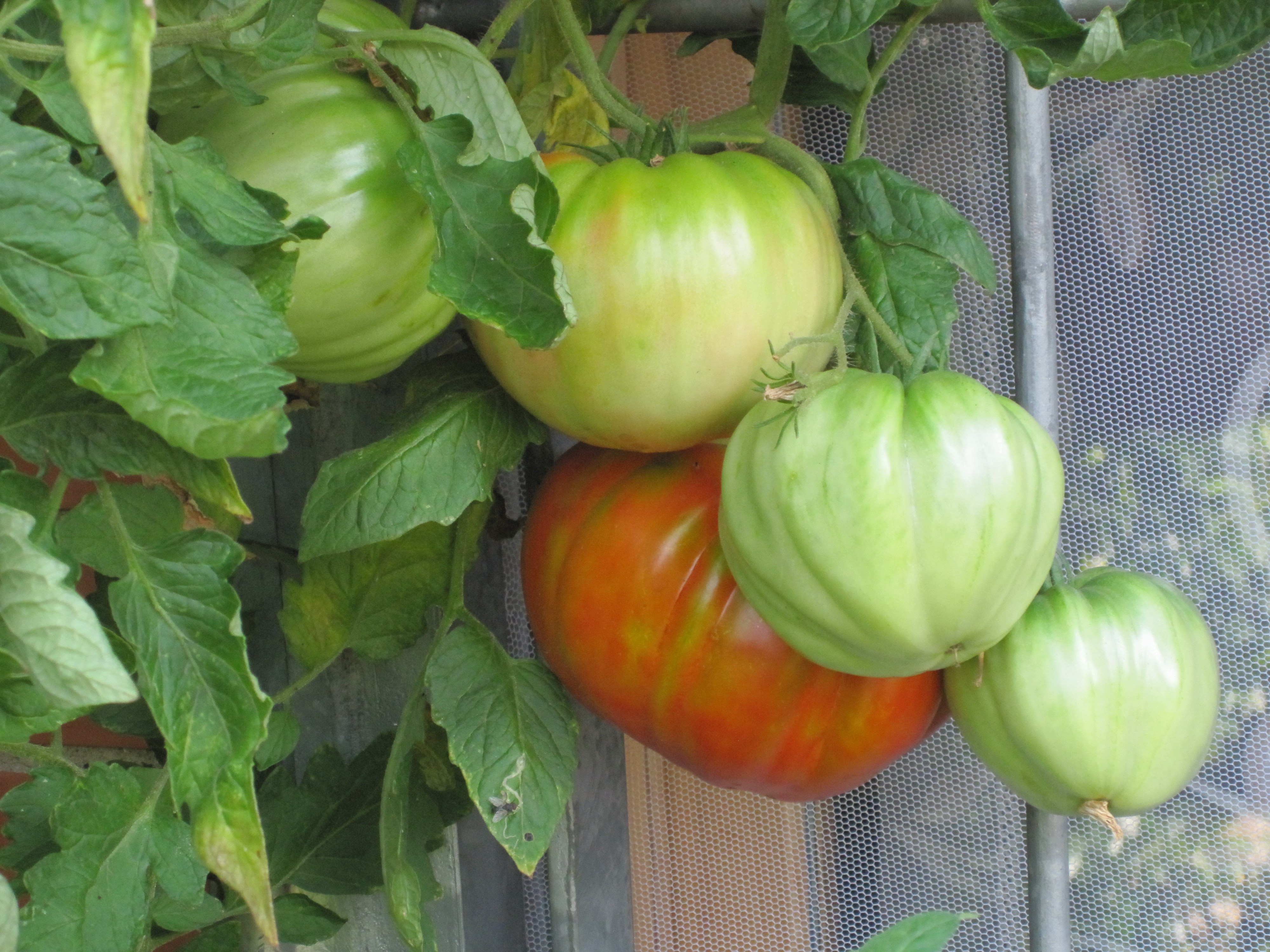
Mognande tomater.

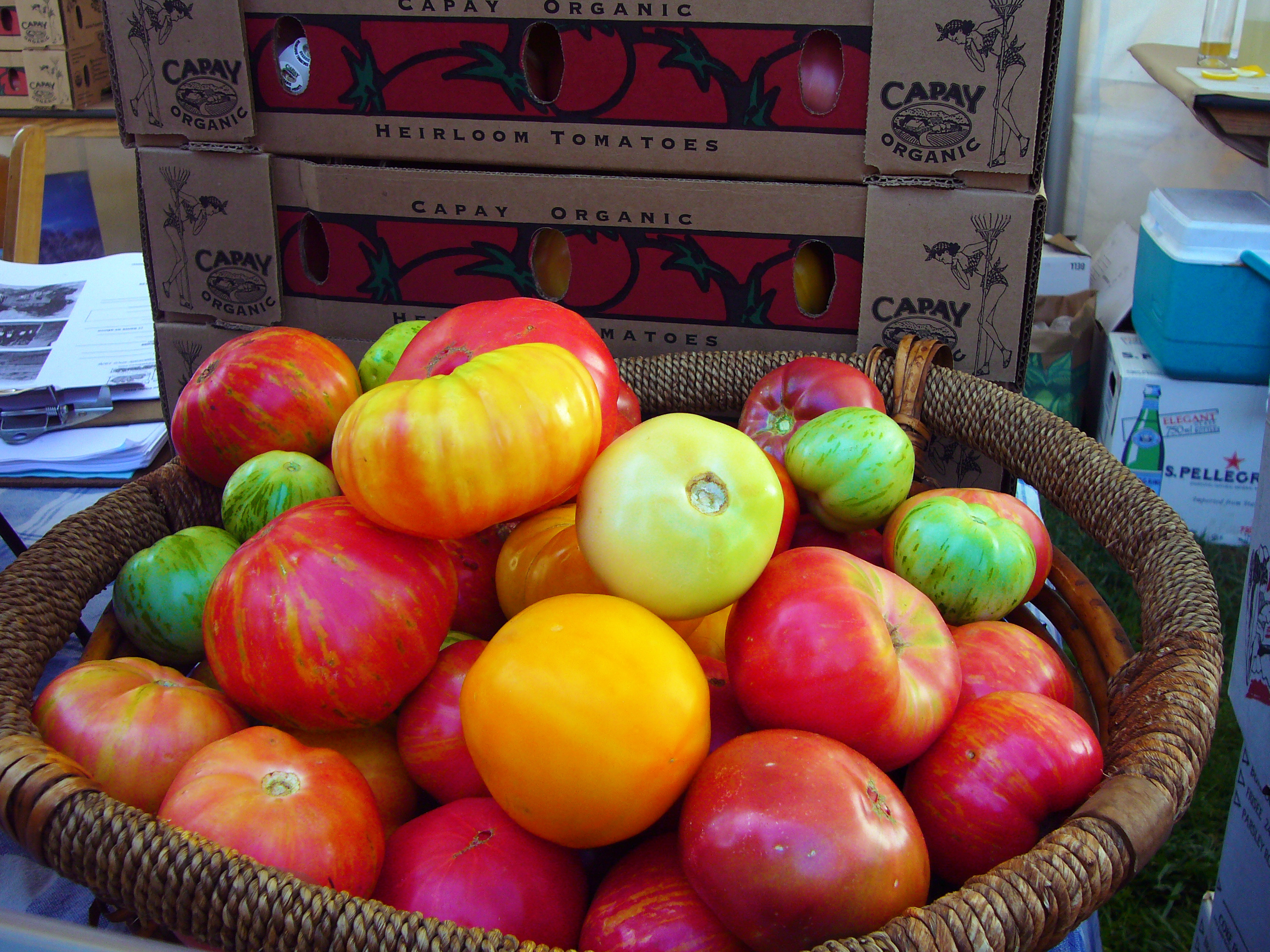
Olika sorters tomater.

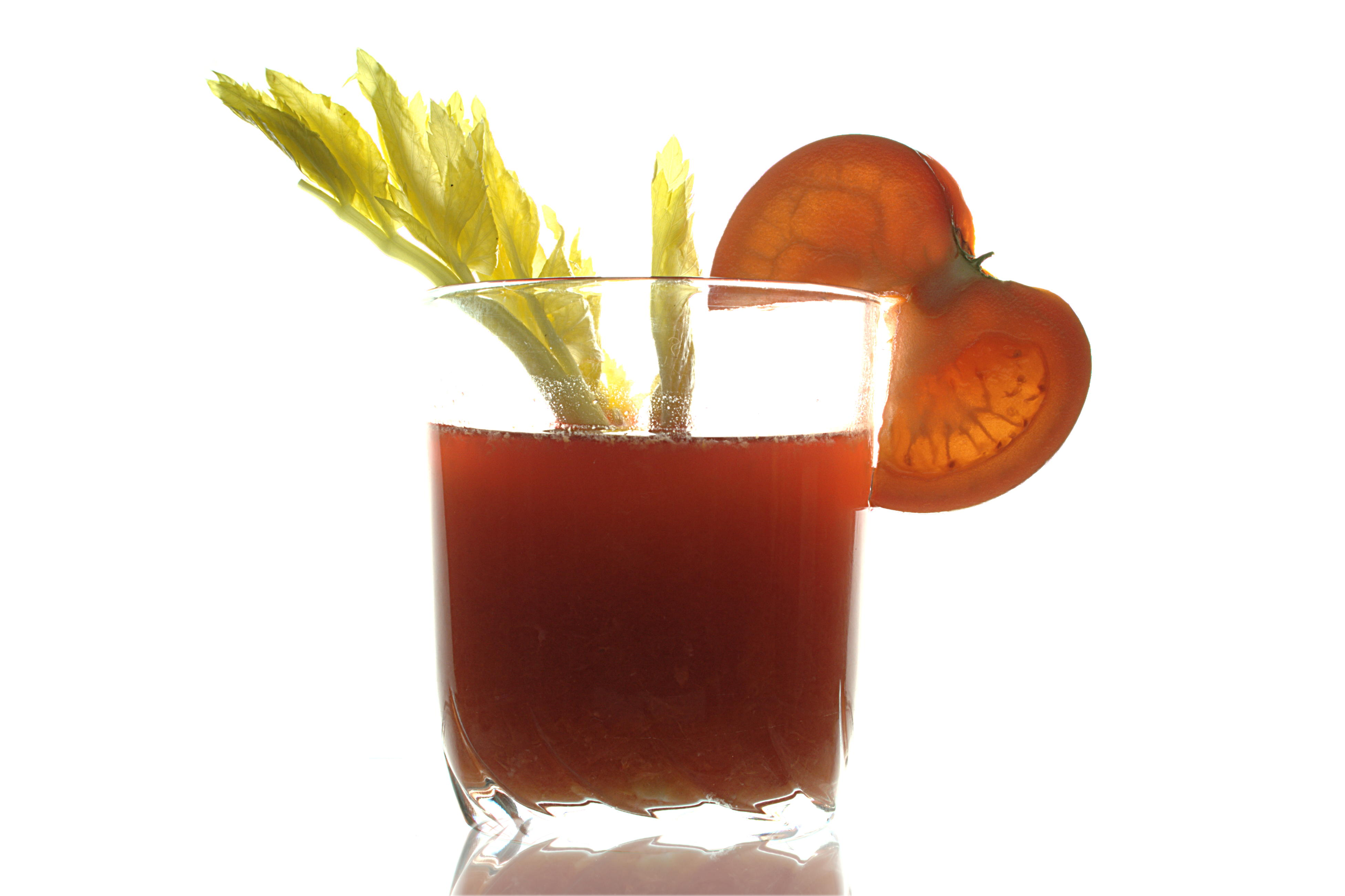
Tomatjuice

1753 placerades tomat i släktet skattor (Solanum) av Carl von Linné och arten kallades Solanum lycopersicum L. (Lyco betyder varg och persicum persika, alltså "varg-persika".) Men 1768 omplacerades tomaten till ett eget släkte av Philip Miller, som kallade växten Lycopersicon esculentum. Detta namn blev vida spritt, men bröt mot botaniska namngivningsregler. Rent tekniskt vore kombinationen Lycopersicon lycopersicum korrekt och detta namn publicerades år 1881 av H. Karst. Namnet har dock nästan aldrig använts. Istället bestämdes att det välkända Lycopersicon esculentum skulle vara det korrekta namnet för tomat, när växten placeras i släktet Lycopersicon.
Nyare genetisk forskning (till exempel Peralta & Spooner, 2001) har dock visat att Linné hade rätt när han placerade tomaten i släktet skattor. Om Lycopersicon tas bort från skattorna så bli skattorna ett parafyletiskt släkte. Trots detta är det sannolikt att tomatens exakta taxonomiska placering kommer att vara omdiskuterad ytterligare en tid, och båda namnen förekommer i litteraturen.
Tomatplantans frukter kan ha olika färger, men den vanligaste färgen hos en mogen tomatfrukt är röd. Frukterna kategoriseras i livsmedelssammanhang ofta som grönsaker.

### Sorter och varieteter
- Bifftomater är ett samlingsnamn för stora tomater. Exempel på sorter är Solanum lycopersicum 'Marmande Superior' och Solanum lycopersicum 'Vision'.
- Plommontomat, Solanum lycopersicum var. pruniforme
- Körsbärstomat (även kallad cocktailtomat), Solanum lycopersicum var. cerasiforme
- Pärontomat, Solanum lycopersicum var. pyriforme

### Olika namn
Alternativa, äldre namn på tomat är paradisäpple (jämför Paradeisapfel från österrikisk tyska) och kärleksäpple (se ovan om pomme d'amour).

## Världsproduktion
| Placering                                       | Land      | Produktion (ton) |
| ----------------------------------------------- | --------- | ---------------- |
| 1                                               | Kina      | 61 523 462       |
| 2                                               | Indien    | 19 377 000       |
| 3                                               | USA       | 12 612 139       |
| 4                                               | Turkiet   | 12 150 000       |
| 5                                               | Egypten   | 6 624 733        |
| 6                                               | Iran      | 6 577 109        |
| 7                                               | Italien   | 5 798 103        |
| 8                                               | Spanien   | 4 768 595        |
| 9                                               | Mexiko    | 4 559 375        |
| 10                                              | Brasilien | 4 110 242        |
| Källa: UN Food & Agriculture Organisation (FAO) |           |                  |